# Giovanni Fontana
Pour les articles homonymes, voir Fontana.
Giovanni Fontana, né en 1540 à Melide et mort en 1614 à Rome, est un architecte tessinois.

## Biographie
Il fut un des architectes de la basilique Saint-Pierre, mais excella surtout dans l'hydraulique. Il rétablit l'ancien aqueduc de l'Aqua Trajana, qui amenait l'eau du lac de Bracciano au sommet du Janicule, et bâtit, avec Flaminio Ponzio la fontaine Pauline, où cette eau vient aboutir ; il fit arriver l'eau à Frascati pour l'embellissement des villas, un belvédère à Mondragone, établit à Tivoli la digue qui servait à former l'ancienne cascade de l'Anio et éleva des digues à Ravenne et à Ferrare.
Son frère, beaucoup plus notable, est Domenico Fontana (1543 - 1607).